# Marienkirche (Sigtuna)

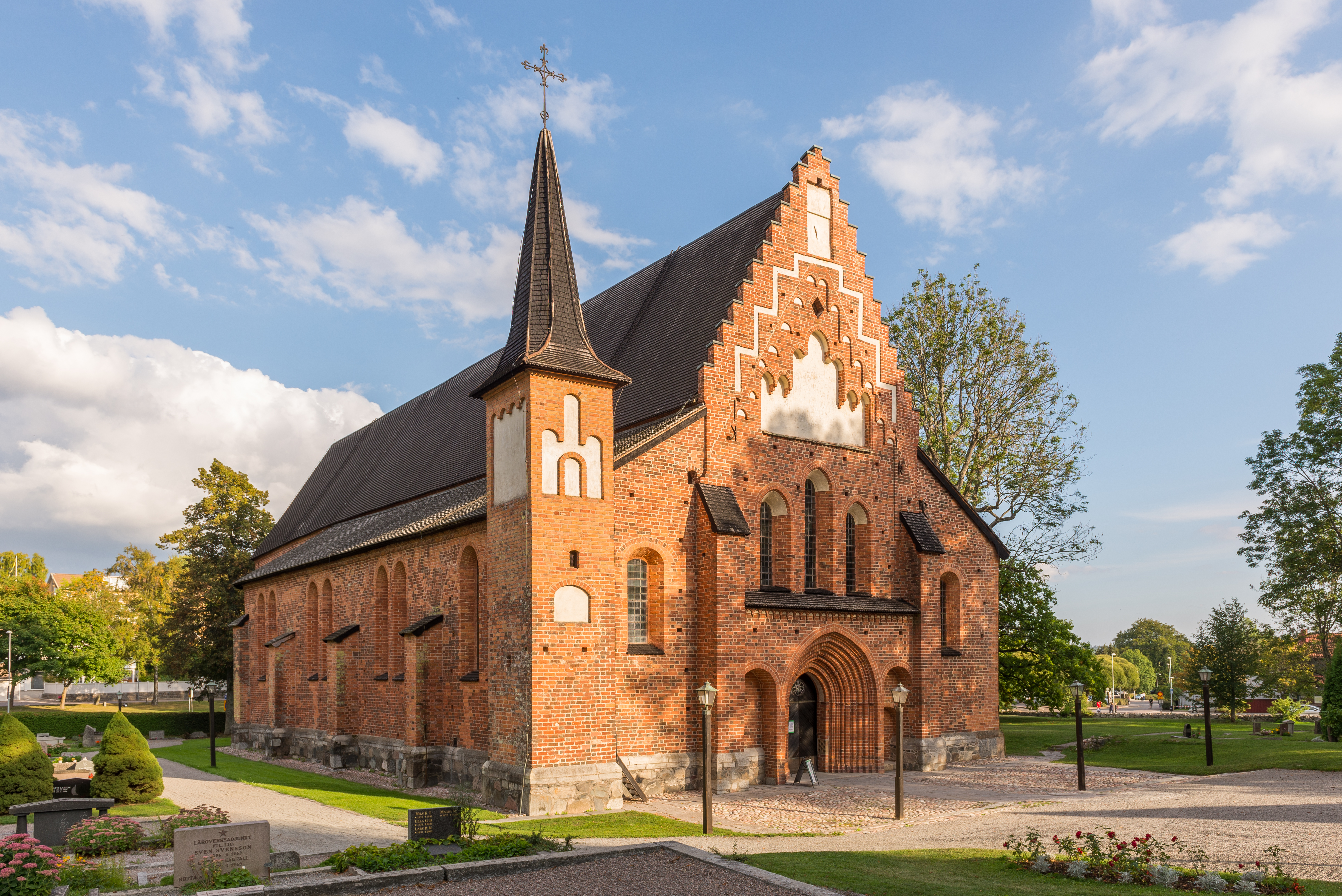
Die Marienkirche

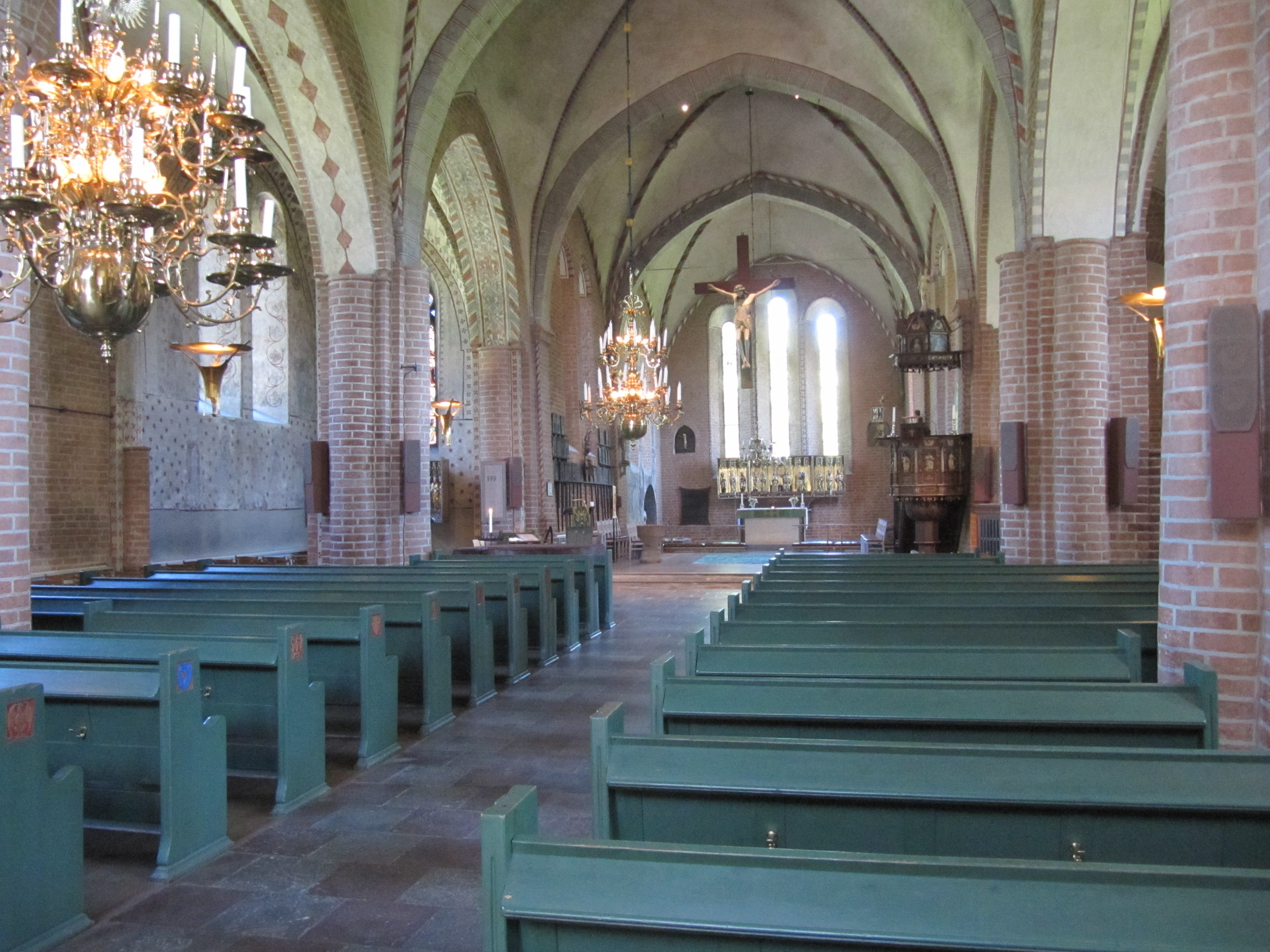
Inneres

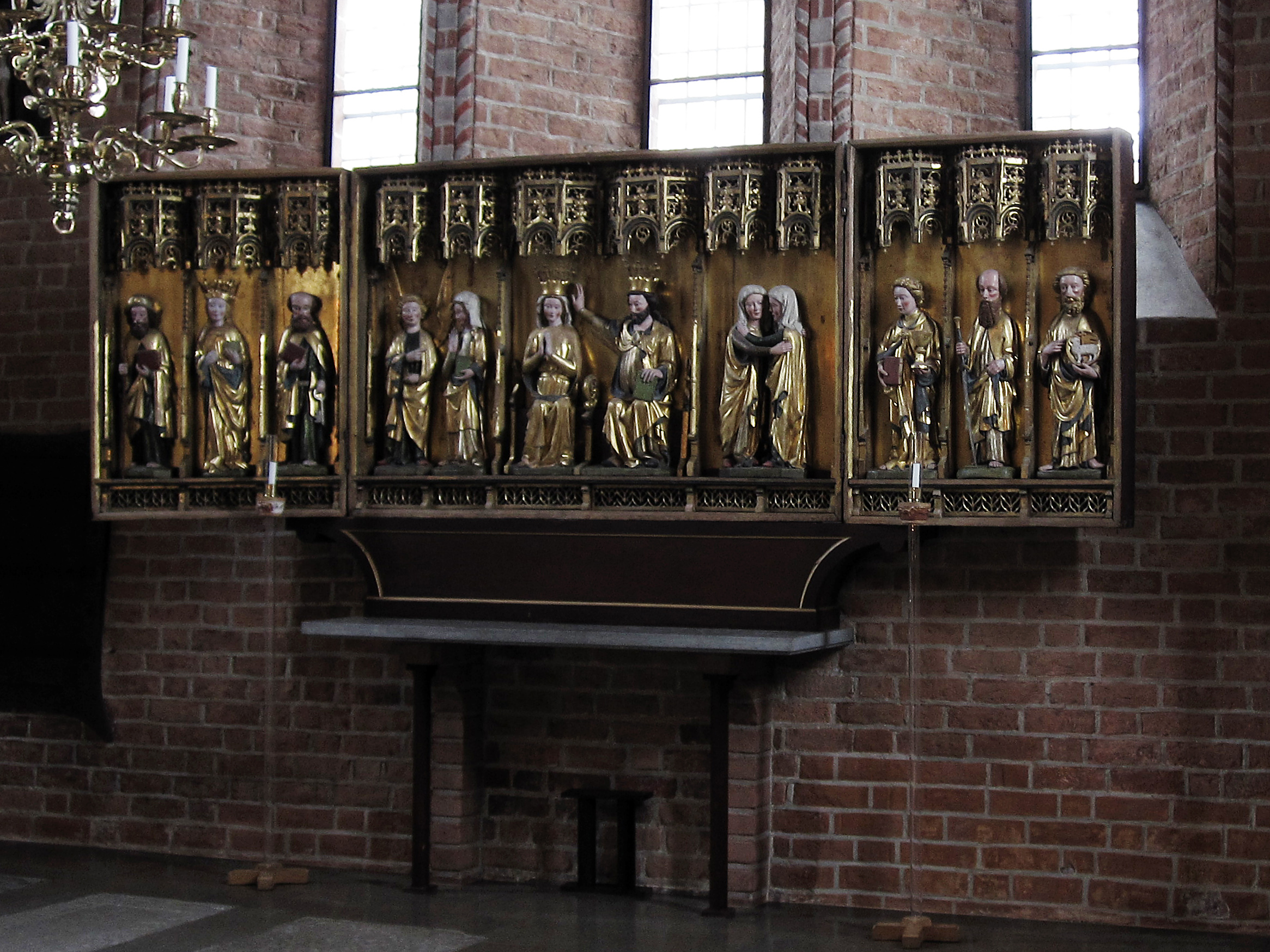
Hauptaltar

Die evangelisch-lutherische Marienkirche (schwedisch Mariakyrkan) in Sigtuna ist eine dreischiffige Backsteinkirche in Sigtuna in der Landschaft Uppland (Uppsala län) in Schweden.

## Geschichte
Die Mönche des Dominikanerordens erhielten 1237 Land in Sigtuna und errichteten (wohl gegen 1240) die Marienkirche. Der Konvent kam zu Wohlstand und wurde zu einem Bildungszentrum, bis er im Spätmittelalter an Bedeutung verlor. In der Reformationszeit wurde er 1527 aufgelöst. Im Gegensatz zu anderen alten Kirchen in Sigtuna (St. Per, St. Olof, St. Lars und St. Nikolai), von denen nur noch Ruinen stehen, blieb die Klosterkirche erhalten, während die Klosterbauten abgebrochen wurden. Die Kirche kam an die Pfarrgemeinde.

## Anlage
Die Kirche ist der älteste große Backsteinbau am Mälaren. Die dreischiffige Hallenkirche besitzt ein überhöhtes, vierjochiges Mittelschiff, an das sich im Osten ein zweijochiger, gerade geschlossener Chor mit drei Lanzettfenstern in der Ostwand anschließt, der an Bauten der Zisterzienser (vgl. Kirche Skokloster) erinnert. Der Bauplan wurde während der Errichtung des Langhauses wiederholt geändert. Die Einwölbung mag erst im 15. Jahrhundert erfolgt sein. Das Westportal aus gebrannten Formsteinen weist eine reiche Abtreppung auf; die Ziegelarbeiten erscheinen norditalienisch beeinflusst.

## Ausstattung
In der Kirche sind einige Wandmalereien aus dem 15. Jahrhundert erhalten, darunter ein Gnadenstuhl, eine Kreuzigung mit Dominikus, Bernhard von Clairvaux und Franziskus. Die Schnitzfiguren im Altarschrein sind eine Lübecker Arbeit aus der Mitte des 14. Jahrhunderts, der Schrein selbst wurde um 1480 in Lübeck erstellt. Der Schrein im nördlichen Seitenschiff ist eine einheimische Arbeit, ebenso das Triumphkreuz. Die Kanzel stammt aus dem Jahr 1647.

## Bestattungen
Im Chor der Kirche ist Erzbischof Jarler von Uppsala beigesetzt.